# ヴィブラニウム
ヴィブラニウム（英: Vibranium）とは、マーベル・コミック及びその映画化作品シリーズであるマーベル・シネマティック・ユニバースに登場する架空の金属である。ブラックパンサーの故郷であるワカンダで産出され、彼のスーツに使用されていることで知られている。人工的に作られる南極産のものもあり、これはアンチメタルと呼ばれる。また、 キャプテン・アメリカの盾の素材としても有名である。

## 性質
ダイヤモンド以上の硬度を持ち、ウラン以上のエネルギーを放出する。限界まで振動と運動エネルギーを構成分子内に吸収して硬度を増す。また、そのエネルギーは治癒力を活性化させる効力も持つ。さらに、X-MENに登場するアダマンチウムは限りなくヴィブラニウムに近い金属である（ヴィブラニウムのリバースエンジニアリングの結果生み出されたため）。

## MCU版

### 概要
遥か太古の昔に、宇宙からの隕石として地球にもたらされた超鉱石。ワカンダ人は“イシポ（贈り物）”とも呼称していて、地球では、前述の隕石が落下したアフリカ大陸の地中深くに巨大な鉱床を形成し、その地が“ワカンダ”として建国されてからは本国がこの鉱石の唯一の採掘地となり、ワカンダ以外での貯蔵量はごく僅かな希少なものであるとされていたが、後に隕石はワカンダのものを含め2つ地球にもたらされており、もう1つは海底に落下したことが判明している。
ダイヤモンド以上の硬度と強度を誇り、且つ軽量だが、それだけでなく最大の特徴は、受けた衝撃をそのまま吸収する作用をはじめ、ウラニウム以上のエネルギーを秘めており、その力で植物をも超常的なパワーを内包するように変異させたり、ナノマシンの素材としても使用可能などの不可思議な特性を有していることである。このことからワカンダでは、ブラックパンサー・スーツは勿論、衣服、装飾品、街、武器、乗り物など、一般の国民の日用品から、専門職に就く者の特殊なツールにまでこの鉱石を加工して取り込み、地球上のあらゆる物品よりも高性能な発明品が多数生み出されている。
ティ・チャラ/ブラックパンサーの国王就任の26年前に、密売人のユリシーズ・クロウにより250kg分の鉱石が盗まれたが、それだけの量でも、ワカンダの“グランド・マウンド”と呼ばれる鉱床を基準に見れば微々たるもので、クロウ曰く「ワカンダ国民が建国から数千年かけて鉱床を採掘しても、未だに表面をかすった程度に過ぎない」。即ち現在でも膨大な量の鉱石がグランド・マウンドに存在しているという。そしてワカンダが厳格な鎖国状態をとり続けていたことも相まって、クロウが鉱石を盗んだ後、先々代国王ティ・チャカは「ヴィブラニウムはすべてクロウに盗まれた」と国連へ虚偽の報告をしていた。このようにヴィブラニウムは、実質ワカンダが長年の間独占し続けてきたと言っても過言ではない。
後にアメリカの調査艇が海底に眠るヴィブラニウムの塊を検知したことで、海底で慎ましく生活していた“タロカン帝国”が地上に進出するきっかけを作っている。

### ワカンダ産アイテム・テクノロジー
本項では、ワカンダ原産のヴィブラニウム製アイテム・テクノロジーについて記述する。

#### アイテム・武装
ハーブ（Heart-Shaped Herb）
登場作品：『ブラックパンサー』、『ブラックパンサー/ワカンダ・フォーエバー』
紫色に光るハート形をした神秘のハーブで、太古の昔にアフリカ大陸に落着したヴィブラニウム隕石のエネルギーを受けて変異した特殊な植物。ワカンダでは女神“バースト”に与えられたと伝わり、ワカンダ国王/ブラックパンサーだけがこれを摂取することを許されているため、ズリが共同墓地で管理している。液体状にすり潰して飲用すると、全身に数秒間神経状の模様が浮かびつつ若干の苦しみを負い、皮膚の一部が一瞬紫色に光るという過程を経て、超人的な筋力や俊敏さなどの身体能力と、研ぎ澄まされた認知能力を得ることができ、飲用した者の弱った生命力を強化させる作用もある。飲用した直後に砂や雪に全身を埋めて眠ることで、意識が不可思議な空間に送られ、そこで自身の先祖たちとの邂逅・対話が可能となる。また、これによって得た力を抹消する別の薬草も存在し、ワカンダの国王が即位する際の儀式で、現国王は王座に挑戦する者と公平に対決するためにこれを飲用して力を抹消しなければならない。
ティ・チャラやウンジャダカが飲用したが、ウンジャダカが儀式を終えた直後に、彼の指示で共同墓地にあるこの植物は全て焼き払われてしまった。しかしその直前に、ナキアが一欠片分だけ採取し、後に意識不明状態のティ・チャラを助命する。
シュリは重い病に侵されていたティ・チャラをこのハーブで人工的に再生させ治療しようと試みるが完成に至らず、ティ・チャラは帰らぬ人となる。

ブラックパンサーのツール
黒豹モチーフの戦闘服“ブラックパンサー・スーツ”を主武装とし、場合によって“EMPビーズ”なども行使する。

ロイヤル・リング
ワカンダ国王の証である指輪。現代では、ティ・チャラとウンジャダカに受け継がれている。
キモヨ・ビーズ（Kimoyo Beads）
登場作品：『ブラックパンサー』、『アベンジャーズ/インフィニティ・ウォー』、『ファルコン&ウィンター・ソルジャー』第3、4話、『ブラックパンサー/ワカンダ・フォーエバー』
ワカンダの国民の多くがブレスレットとして片腕にはめているヴィブラニウム製の数珠。一見何の変哲も無い数珠だが、通話相手の立体映像を投影できる高性能の通信機であるほか、ワカンダ製の航空機の操作も可能で、外した珠1個のみでも、微弱な音を発したり、重傷者の傷口に埋め込んで一時的に容体を安定させる応急処置用の医療器具としても使用できる。但し、独自の文化を築いたジャバリ族のみは使用していない。
リモート・アクセス・キモヨ・ビーズ（Remote Access Kimoyo Beads）
登場作品：『ブラックパンサー』
派生改良型のディスク型キモヨ・ビーズ。ワカンダで造られたビークルに投げて張り付けるとシュリのラボ内に、貼り付けた対象と同型の単色の立体映像が出現する。立体映像のコクピットは対象のビークルと同等のもの若しくは別のものいずれかを選択して出現させることができ、これを操縦することでビーズが貼り付けられた対象を遠隔操作できる。
釜山で、クロウを追うティ・チャラがレクサス・LC500の1輌に貼り付けてシュリが遠隔操作し、ティ・チャラをサポートした。ワカンダの王位を奪ったウンジャダカによる内乱時には、ロイヤル・タロン・ファイターに貼り付けられてエヴェレットが遠隔操作する。
スニーカー（Sneakers）
登場作品：『ブラックパンサー』
ティ・チャカが観賞していた古いアメリカ映画をヒントにシュリが作った特殊な靴。普段は靴底の形状だが、その上に足を乗せると全自動で靴型となり履くことができる。これを履いて歩いても足音を吸収して響かせない特殊機能も有しており、その機能からシュリは“スニーカー（=sneaker=忍び足）”と名付けた。
通信用チップ
登場作品：『ブラックパンサー』
シュリが新開発した小さな通信装置。通信範囲は無制限であると共に、吸着機能や盗聴機能まで搭載されている。
釜山ではカジノでティ・チャラ、ナキア、オコエの通話と、ティ・チャラがエヴェレットによる一度身柄確保されたクロウへの尋問の盗聴、ウンジャダカによる内乱時にはシュリからエヴェレットへのアドバイスにと、多くの場面で使われる。
リング・ブレード
ナキアが愛用する一対の大型チャクラム。
ヴィブラニウム・スピア（Vibranium Spear）
登場作品：『ブラックパンサー』、『アベンジャーズ/インフィニティ・ウォー』、『アベンジャーズ/エンドゲーム』、『ファルコン&ウィンター・ソルジャー』第3〜5話、『ホワット・イフ...?』シーズン1第6話、『ブラックパンサー/ワカンダ・フォーエバー』
オコエたちドーラ・ミラージュの隊員の主武装である長槍。伸縮機能と放電機能も有している。
ソニック・スピア（Sonic Spear）
登場作品：『ブラックパンサー』、『アベンジャーズ/インフィニティ・ウォー』、『アベンジャーズ/エンドゲーム』、『ブラックパンサー/ワカンダ・フォーエバー』
ボーダー族の戦士たちの主武装である長槍。穂先に「一発で戦車も吹き飛ぶ」と言われるブラストを放つ“ソニック・キャノン”が内蔵されている。
ウンジャダカが数千本量産させたこの武器を、最初に世界中の黒人たちに配ろうとして輸送させたが、エヴェレットが輸送機を撃墜したことで失敗。ティ・チャラやシュリも内乱で使用し、後者ではティ・チャラがドラゴン・フライヤーへ豪快に投擲して一発で撃ち落とす。
サノスの群勢がワカンダに侵攻した際には、アウトライダーズに対して効果を挙げている。
ヴィブラニウム・ガントレット
シュリが戦闘で愛用する、豹の頭部を模した一対のガントレット。
古代の剣と槍
ティ・チャラとの挑戦の儀式でウンジャダカに提供された長槍と葉の形をした剣。
シールド・バリア
登場作品：『ブラックパンサー』、『アベンジャーズ/インフィニティ・ウォー』
ボーダー族が使用する防壁のバリア。青を基調色とし、多数の象形文字がプリントされたマントを前面に張ることで、マントに織り込まれたヴィブラニウムの作用で高さ数メートルのバリアを張る。
また、バリア機能は使用していないものの、内乱時にナキアたちがシュリのラボに潜入する際にも、バリア機能を持つものと同デザインのマントを羽織っている。
バシェンガの槍（Spear of Bashenga）
登場作品：『ブラックパンサー』
バシェンガが振るっていたと言われる長槍。現代ではズリが王位継承の儀式の際に携える。ティ・チャラとウンジャダカの最初の決闘でズリは、ティ・チャラが危機に瀕すると、これを用いてウンジャダカを一度制止したが、逆にウンジャダカに奪われて、自身が刺し殺されてしまう。
サイバネティック・アーム
ワカンダに一時期亡命していたバッキー・バーンズ/ウィンター・ソルジャーにティ・チャラから贈られた左義手。
ワカンダの盾（Wakandan Shields）
登場作品：『アベンジャーズ/インフィニティ・ウォー』
サノスの群勢との戦いの直前に、スティーブ・ロジャース/キャプテン・アメリカ（初代）がティ・チャラから受け取った盾。長年スティーブが愛用していた盾とは異なり、ベースカラーはチャコールで、形状も縦長且つ先端が刃のようで、伸縮機能も備わっている。2枚存在し、スティーブは両前腕に装着したが、その形状からか劇中では投擲攻撃はせず、打撃のみに使用する。
EXO-7ファルコン
バッキーの頼みを受けて、新開発されたサム・ウィルソン/キャプテン・アメリカ（3代目）用の最新型ウィングパック。

#### 人工知能・装置
グリオ（Griot）
登場作品：『ブラックパンサー』、『ブラックパンサー/ワカンダ・フォーエバー』
シュリによって造られ、ワカンダにある彼女のラボで起動する人工知能。ロイヤル・タロン・ファイターの遠隔操作を頼まれたエヴェレットを音声サポートする。
サンドテーブル（Sand table）
登場作品：『ブラックパンサー』
シュリのラボや、ロイヤル・タロン・ファイターに置かれている特殊なテーブル型装置。内包されている砂で、リンクしているカメラに捉えられた対象を立体化したり、怪我人用のベッドを形作ったり、アイテムを沈めて収納することまでできる。
ソニック・スタビライザー（Sonic stabilizers）
登場作品：『ブラックパンサー』
グランド・マウンドに構えられるハイパーループ内に多数備わった光るパネル。ヴィブラニウムの力を不活性化させる機能を有し、これを起動させることにより、後述のマグレヴ・トレインにヴィブラニウムを安全に高速輸送させる。
ティ・チャラがウンジャダカとの決戦で、戦いを有利に進めるためにこのパネルの機能を利用することを思いつき、ハイパーループ内に戦いの場を移してシュリにパネルを起動させ、互いのブラックパンサー・スーツの機能を無効にし、トレインが度々通過する中で最後の決戦を展開。このことがウンジャダカに致命傷を与える結果となる。

#### ビークル
ブラックパンサーのジェット機
ティ・チャラがアベンジャーズの内乱の一件の際に操縦した、1人乗りの黒い小型航空機。
ロイヤル・タロン・ファイター（Royal Talon Fighter）
登場作品：『ブラックパンサー』、『アベンジャーズ/エンドゲーム』、『ホワット・イフ...?』シーズン1第2話、『ファルコン&ウィンター・ソルジャー』第5話、『ブラックパンサー/ワカンダ・フォーエバー』
ワカンダの王家専属航空機。“タロン”は“爪”を意味し、上下から見る外観はアフリカの民族仮面がモチーフである。機体の外装はヴィブラニウム製であるため、体当たりしても大破しないほど頑強。乗降は後部から下がる階段で行い、コクピットの操縦席は単座式で操縦桿が無い。コクピット中央にはサンドテーブルが設置され、ステンドグラスの床はカーゴハッチとなっている。機体後部に1基、底部に3基備わった磁気浮上式エンジンで高速飛行し、VTOLやホバリング、クローキング機能を有し、ワカンダ国民以外にその姿を見せることなく飛行・活動する。機首に備わった2門の砲口から発射するブラストを主武装とし、さらに操縦士が両腕をクロスしてほどく“ワカンダ・フォーエバー”と同様の動作を行うことで機体周囲の敵へ衝撃波を放つ“ソニック・オーバーロード”という機能まで発動できる。
基本的に国王たちの移動や戦闘といった活動に運用されるが、ウンジャダカによる内乱の際にはエヴェレットが遠隔操作により操縦し、ワカンダ開国前にはティ・チャラがオークランドの子どもたちに披露する。
2023年に勃発した最終決戦では、ワカンダと繋がって開いたゲートウェイから戦地に出現し参戦した。
2024年には、アヨたちドーラ・ミラージュがヘルムート・ジモの連行のために本機で“ソコヴィア”に赴いた。
“アース21818”においては宇宙船として開発され、タニリーア・ティヴァン/コレクターのコレクションルームの格納庫に「ワカンダ 宇宙船」という標識が付けられて宇宙船コレクションされたビークルの1つとして登場。コクピット内の3つの操縦席にはドーラのマネキン人形が1体ずつ着席されており、ティ・チャカがティ・チャラ拉致の情報提供を求めるホロメッセージを記録した発信器を搭載していた。
マグレヴ・トレイン（Maglev Train）
登場作品：『ブラックパンサー』
ワカンダ製の磁気浮上式電車。他国のリニアモーターカーを上回るほどの規模と高速走行速度を誇る。ゴールデン・シティや、グランド・マウンドに備わったハイパーループを走り、それぞれ乗客やヴィブラニウムの運搬を主に行っている。シュリのキモヨ・ビーズで発進させることも可能。
レクサス・LC500&レクサス・GS F
登場作品：『ブラックパンサー』
釜山での活動のために、ティ・チャラの指示で現地に配備されたクーペとセダン。一見すると市販のレクサス車だが、外装はヴィブラニウム製であるため、普通の銃弾なら受けても傷一つ付かない。
カジノから逃走したクロウを追跡するため、LC500はシュリがラボから遠隔操作してルーフの上にティ・チャラが搭乗。GS Fはナキアが現地で直接運転し、助手席にオコエが座った。しかし激しいカーチェイスの最中、クロウの反撃で2両とも破壊される。
ドラゴン・フライヤー（Dragon Flyer）
登場作品：『ブラックパンサー』、『アベンジャーズ/インフィニティ・ウォー』、『アベンジャーズ/エンドゲーム』、『ブラックパンサー/ワカンダ・フォーエバー』
ワカンダに複数配備されている、トンボのような外観をした戦闘機。2人乗りのコクピットの操縦席は左右の複座式で、操縦士はキモヨ・ビーズをはめた腕で操縦する。機首は前方に曲がり込み、トンボの羽のような主翼を折り畳んで直立姿勢のままロイヤル・タロン・ファイターと同様にVTOLやホバリングが可能。武装は機首に備わった2門の砲口から発射するブラストと、機体下部から射出する電磁パルスケーブル。
ウンジャダカの指示で発進した輸送機の護衛として3機が、妨害に現れたティ・チャラやエヴェレットへの攻撃にも1機ずつ出撃するが、エヴェレットに直接攻撃を仕掛けた機体以外は全て撃墜される。
サノスの群勢との2度にわたる戦いでも複数機投入される。
輸送機
登場作品：『ブラックパンサー』
ウンジャダカが、ソニック・スピアの輸送に世界中の主要都市に派遣しようとした小型輸送機。コクピットは前後の複座式2人乗りで、座席は縦横並列式。本機も操縦士がキモヨ・ビーズをはめた腕で操縦する。
ウンジャダカの指示で3機が発進するが、最初の1機はティ・チャラに、残りの2機はロイヤル・タロン・ファイターを遠隔操作するエヴェレットにそれぞれ撃墜される。
兵員輸送車
登場作品：『アベンジャーズ/インフィニティ・ウォー』
ワカンダの戦士たちを移送するホバーカー。ワカンダの丘に落着したアウトライダーズを乗せたドロップシップに向かうために複数投入され、ワカンダ軍やアベンジャーズを乗せて、現地へ向かう。

### その他のヴィブラニウム製の武装・ボディ
キャプテン・アメリカの盾
“キャプテン・アメリカ”の名を冠するスティーブやサムが駆使する円盾。第二次世界大戦中に、ハワード・スタークによって作られた。
ヴィジョンのボディ
ヘレン・チョによって“クレードル”で生み出した細胞組織をヴィブラニウムと合成させることで造られた人工肉体。後に額に“マインド・ストーン”を埋め込まれ、人工知能“J.A.R.V.I.S.”が移植されたことで、人造人間ヴィジョンとなった。
アルティメット・ウルトロン
ウルトロンがヴィブラニウムを用いて、新たな中心的存在の強化ボディとして自らソコヴィアで造った最上級機体。
キャプテン・カーターの盾
“アース82111”や“アース838”におけるペギー/キャプテン・カーターが駆使する、愛用の円盾。

### 登場作品と主な劇中描写
『アイアンマン2』
作中にて、主人公トニー・スターク/アイアンマンの胸に埋め込まれた“アーク・リアクター”のパラジウムに代わる動力源として登場。ただし、ヴィブラニウムという名称は登場せず、後に、本作でトニーが開発した新元素は“バッドアシウム”という別物であったと設定された。
『キャプテン・アメリカ/ザ・ファースト・アベンジャー』
作中にて、第二次世界大戦中の1940年に、トニーの父親であるハワードが発見したが、彼の手元には、キャプテン・アメリカの盾の素材となった分しか存在していなかったことも明言された。
『アベンジャーズ』
作中にて、トニー、スティーブ、ソーがロキを巡って諍いを起こした際、キャプテン・アメリカの盾がソーの“ムジョルニア”の一撃を防ぎ切り、その堅牢さが描写された。
『キャプテン・アメリカ/ウィンター・ソルジャー』
作中にて、スティーブが盾と共に高所から落下した際、盾を地面に叩きつける事で衝撃を吸収する緩衝材となるヴィブラニウムの効果が描かれた。
『アベンジャーズ/エイジ・オブ・ウルトロン』
作中にて、ワカンダのみで採掘されることが明かされ、ウルトロンが自身の究極のボディを造るために密売者であるクロウからヴィブラニウムを入手。ウルトロンはチョを洗脳し、前述の新たな人工肉体を製造させた。この人工肉体をアベンジャーズに奪われると、自身の手でアルティメット・ウルトロンを製造したが、アイアンマンのリパルサー、ソーの雷撃、ヴィジョンのエネルギービームの同時攻撃によってその強化ボディが赤熱しその一部は破壊された。この描写で初めて、ヴィブラニウムが必ずしも破壊不可能な物質でないことが示された。
『シビル・ウォー/キャプテン・アメリカ』
作中にて、ティ・チャラがヴィブラニウム製のブラックパンサー・スーツを装着して戦い、マシンガンの掃射を受けても物ともしなかった。また、スティーブの盾にティ・チャラが傷跡を付けたことから、ヴィブラニウム製の武器は同じ材質の武器で対抗できると描写された。
『ブラックパンサー』
作中にて、地球に落下した隕石がヴィブラニウムだった事が語られ、遥かなる太古の昔に現在のワカンダとなったアフリカの大地に眠るヴィブラニウムによって今までのどの地球文明をも凌駕する技術力と文明を持っていたことが明かされた。また、鎖国の理由もヴィブラニウムの圧倒的な力を悪用されない為であった。
『アベンジャーズ/エンドゲーム』
作中にて、“アベンジャーズ・コンパウンド”での最終決戦でスティーブがムジョルニアと盾の連携攻撃によってサノスを追い詰めたが、サノスによるデュアルブレードでの反撃の猛打によって今までほとんど損傷を受けてこなかった盾に裂け目が入り、遂には半分以上を砕かれるという象徴的なシーンが描写された。戦いの後、過去の世界の盾を持参したスティーブにより、サムへ受け継がれた。
『シー・ハルク:ザ・アトーニー』第8話
作中にて、ワカンダの槍が流出しオークションに出ていることが語られている。
『ブラックパンサー/ワカンダ・フォーエバー』
作中にて、太古の昔に落下した隕石はもう一つあったことが判明している。ネイモアがコンキスタドールによる迫害から逃れるためにマヤ文明の彼ら部族が海底に眠るヴィブラニウムの塊に生えていた海草を煎じて飲んだことで後のタロカンの住民となったと語られた。また、リリ・ウィリアムズ/アイアンハートが大学の課題でヴィブラニウムを検知する装置を提出し、米政府が密かに接収し運用していることが判明。これが原因でタロカン帝国が人類への侵攻を計画した。